# Hiroki Koga
Hiroki Koga (古賀博樹 Koga Hiroki?) es un exempleado de Konami la cual trabajó en sus inicios como analizador de datos por computadora para el primer videojuego de Bemani beatmania. Tiempo después, se volvió compositor y comenzó a componer canciones a partir del año 1999. Él también fue director de sonido en las dos primeras entregas de KEYBOARMANIA (dicha posición que poco después Seiya Murai tomó ese lugar en las entregas restantes). Y varios años más tarde, se volvió un contribuidor de canciones de pop'n music a largo plazo empezando desde 2001, escribiendo y componiendo hasta pop'n music THE MOVIE, también creó soundtracks para Quiz Magic Academy IV, la cuarta entrega de la serie Quiz Magic Academy.
Hiroki Koga finalmente dejó Konami alrededor de 2011 y 2012. Su más reciente trabajo fue para las dos primeras entregas de Tenkaichi Shogi Association (天下一将棋会) en 2010 y 2011, respectivamente.

## Música principal
La siguiente lista muestra las canciones que fueron creadas por el mismo autor y también con los artistas que trabajó para su elaboración:
- beatmania IIDX
  - Little Little Princess

- ee'MALL
  - Entrance

- GuitarFreaks & DrumMania
  - The Legend
  - 夏の扉

- KEYBOARDMANIA
  - MR.C.C
  - Dicky's Theme
  - Morning Music
  - AKUMAJO DRACULA MEDLEY
  - INSPECTOR N.
  - Memories
  - Sabre Dance
  - USAO-KUN
  - Journey to the Wonderland
  - 緑の風
  - おもちゃの兵隊の行進

- pop'n music
  - 闘え!!ギャンブラーZ
  - お江戸花吹雪
  - 妖怪Zの唄
  - Ti voglio bene ancora
  - Lucifer
  - 悪の野望はブルース
  - EXCALIBUR
  - GLORIA
  - フリーパス
  - みなしごハッチ
  - Requiem
  - Tower of the Sun
  - 雪の華
  - Atlantic Spotted Dolphin
  - Holy Forest
  - きえた!? ナポレオン
  - テキサスのガンマン
  - demolizione
  - RHYTHM AND POLICE
  - Tank!
  - ムーミンのテーマ
  - ワルドック船長のブルース
  - Thinking of You
  - がんばれゴエモンメドレー
  - 鳳凰
  - HypArcSin(x)
  - Sanctum Crusade
  - 白い森の伝説
  - Deep Magenta
  - ヴォイス
  - 駕篭の鳥
  - 天地創造(分子生物学的進化論)
  - Geiselhaus

- pop'n stage
  - ミュージカル "5丁目物語" よりオーヴァーチュア

- REFLEC BEAT
  - クイズマジックアカデミー5 メドレー -REFLEC REMIX-